# Landkreis Brand-Erbisdorf
Der Landkreis Brand-Erbisdorf bestand vom 17. Mai 1990 bis zum 1. August 1994 im Freistaat Sachsen.

## Geschichte
Der Landkreis entstand am 17. Mai 1990 durch ein Gesetz aus dem Kreis Brand-Erbisdorf. Erster und einziger Landrat des Landkreises war vom 31. Mai 1990 bis 31. Juli 1994 der DSU-Politiker Volkmar Krauß (1941–1999).
Der Landkreis Brand-Erbisdorf existierte bis zur ersten sächsischen Landkreisreform 1994. Mit Wirkung vom 1. August 1994 wurde der Landkreis zur Gänze Teil des neugebildeten Landkreises Freiberg. Die Stadt Brand-Erbisdorf erhielt zum Ausgleich für den Verlust des Kreissitzes den Status einer Großen Kreisstadt.

## Geographie
Durch den im östlichen Erzgebirge gelegenen Landkreis fließt die Freiberger Mulde.
|                      | Landkreis Freiberg                               |                          |
| Landkreis Flöha      | Kompassrose, die auf Nachbargemeinden zeigt      | Landkreis Dippoldiswalde |
| Landkreis Marienberg | Tschechoslowakei (bis 1. Januar 1993) Tschechien |                          |

## Gliederung
| Städte 1. Brand-Erbisdorf 2. Frauenstein 3. Sayda | Gemeinden 1. Berthelsdorf 2. Burkersdorf 3. Cämmerswalde 4. Clausnitz 5. Dittersbach 6. Dorfchemnitz 7. Friedebach 8. Großhartmannsdorf 9. Himmelsfürst 10. Helbigsdorf 11. Holzhau 12. Langenau 13. Lichtenberg 14. Mittelsaida 15. Mulda 16. Nassau 17. Oberreichenbach 18. Obersaida 19. Rechenberg-Bienenmühle 20. St. Michaelis 21. Voigtsdorf 22. Weigmannsdorf-Müdisdorf 23. Zethau |

## Gebietsveränderungen
Die Anzahl der Gemeinden verringerte sich von 27 auf 12.
- Auflösung der Gemeinden Mittel- und Obersaida – Eingliederung nach Großhartmannsdorf (1. Januar 1993)
- Auflösung der Gemeinde Oberreichenbach – Eingliederung nach Langenau (1. Januar 1993)
- Auflösung der Gemeinde St. Michaelis – Eingliederung nach Brand-Erbisdorf (1. Oktober 1993)
- Auflösung der Gemeinde Weigmannsdorf-Müdisdorf – Eingliederung nach Lichtenberg (1. Oktober 1993)
- Auflösung der Gemeinde Voigtsdorf – Eingliederung nach Dorfchemnitz (1. Januar 1994)
- Auflösung der Gemeinde Dittersbach – Eingliederung nach Frauenstein (1. Januar 1994)
- Auflösung der Gemeinde Niedersaida im Landkreis Marienberg – Eingliederung nach Großhartmannsdorf im Landkreis Brand-Erbisdorf (1. Januar 1994)
- Auflösung der Gemeinden Helbigsdorf und Zethau – Eingliederung nach Mulda (1. Januar 1994)
- Auflösung der Gemeinden Clausnitz und Holzhau – Eingliederung nach Rechenberg-Bienenmühle (1. Januar 1994)
- Auflösung der Gemeinde Friedebach – Eingliederung nach Sayda (1. Januar 1994)
- Zusammenschluss der Gemeinde Cämmerswalde mit der Gemeinde Neuhausen aus dem Landkreis Marienberg zur neuen Gemeinde Neuhausen/Erzgeb. im Landkreis Brand-Erbisdorf (1. Januar 1994)
- Auflösung der Gemeinden Burkersdorf und Nassau – Eingliederung nach Frauenstein (1. März 1994)

## Verkehr
Die Bundesstraßen 101 und 171 sowie die Bahnstrecken Nossen–Moldava, Berthelsdorf–Großhartmannsdorf und Brand-Erbisdorf–Langenau führten durch den Landkreis.
Anfang 1991 erhielt der Landkreis das Kfz-Unterscheidungszeichen BED. Es wurde bis zum 31. Juli 1994 ausgegeben. Seit dem 9. November 2012 ist es im Landkreis Mittelsachsen erhältlich.